# Torneo Intermedio 2017
El Torneo Intermedio 2017 constituye el segundo certamen del 114.º Campeonato de Primera División del fútbol uruguayo organizado por la AUF. Se realizó desde el 27 de mayo al 9 de julio, mientras que la final se jugó el 16 de julio.
El torneo fue nombrado Raúl Mauro, en honor al exdirectivo de Danubio.

## Participantes

### Información de equipos
Todos los datos estadísticos corresponden únicamente a los Campeonatos Uruguayos organizados por la Asociación Uruguaya de Fútbol; no se incluyen los torneos de la FUF de 1923, 1924 ni el Torneo del Consejo Provisorio 1926 en las temporadas contadas.
Por su parte, tanto Plaza Colonia como El Tanque Sisley presentan al Estadio Suppici y al Campeones Olímpicos, respectivamente, como su estadio exclusivo, pero son de propiedad municipal. Mientras que Boston River utiliza el Estadio José Nasazzi y Sud América el Parque Palermo para ser locales.
En cursiva los técnicos nuevos que se incorporaron para el torneo o en el transcurso de las fechas.
| Equipo            | Entrenador         | Estadio                | Capacidad | Temp. en 1.ª | Temp. consecutivas | Temp. anterior |
| ----------------- | ------------------ | ---------------------- | --------- | ------------ | ------------------ | -------------- |
| Boston River      | Alejandro Apud     | Estadio Nasazzi        | 5.002     | 2            | 2                  | sexto          |
| Cerro             | Diego Barragán     | Luis Tróccoli          | 25.000    | 72           | 11                 | séptimo        |
| Danubio           | Gastón Machado     | Jardines del Hipódromo | 18.000    | 68           | 48                 | 3º             |
| Defensor Sporting | Eduardo Acevedo    | Luis Franzini          | 16.000    | 91           | 53                 | cuarto         |
| El Tanque Sisley  | Luis Duarte        | Campeones Olímpicos    | 7.000     | 7            | 1                  | SD             |
| Fénix             | Gustavo Ferrín     | Parque Capurro         | 5.500     | 36           | 9                  | noveno         |
| Juventud          | José Puente        | Parque Artigas         | 5.500     | 12           | 6                  | decimoprimero  |
| Liverpool         | Alejandro Bertoldi | Belvedere              | 8.500     | 76           | 3                  | quinto         |
| Nacional          | Martín Lasarte     | Gran Parque Central    | 26.500    | 113          | 113                | 1º             |
| Peñarol           | Leonardo Ramos     | Campeón del Siglo      | 40.003    | 112          | 89                 | decimocuarto   |
| Plaza Colonia     | Edgardo Arias      | Alberto Suppici        | 15.000    | 8            | 3                  | decimoquinto   |
| Racing            | Pablo Peirano      | Parque Roberto         | 8.500     | 51           | 10                 | octavo         |
| Rampla Juniors    | "Ronco" López      | Estadio Olímpico       | 6.000     | 69           | 2                  | decimotercero  |
| River Plate       | Pablo Tiscornia    | Parque Saroldi         | 5.165     | 69           | 14                 | décimo         |
| Sud América       | Damián Timpani     | Parque Palermo         | 6.500     | 51           | 5                  | duodécimo      |
| Wanderers         | Jorge Giordano     | Parque Viera           | 10.000    | 101          | 18                 | segundo        |

### Equipos por departamento
Lugar de origen de cada club, donde se encuentra su sede. Son 14 equipos de la capital del país, mientras que otros 2 corresponden a Canelones y Colonia.
| Departamento | N.º | Equipos |
| ------------ | --- | --- |
| Montevideo   | 14  | Boston River, Cerro, Danubio, Defensor Sporting, El Tanque Sisley, Fénix, Liverpool, Nacional, Peñarol, Racing, Rampla Juniors, River Plate, Sud América y Wanderers |
| Canelones    | 1   | Juventud |
| Colonia      | 1   | Plaza Colonia |

Ubicación de los estadios en que ofician de local los equipos
| Escala nacional                                                       | Escala montevideana                                                                                              | Escala montevideana |
| --------------------------------------------------------------------- | --- | --- |
| Juventud Plaza Colonia Boston River El Tanque Montevideo (12 equipos) | Cerro Rampla Liverpool Defensor Sporting Nacional Peñarol Racing Wanderers River Plate Sud América Fénix Danubio | - Plaza Colonia oficia de local en el estadio Alberto Suppici de la ciudad de Colonia del Sacramento. - Boston River oficia de local en el estadio Juan Antonio Lavalleja de la ciudad de Trinidad. - El Tanque Sisley oficia de local en el estadio Campeones Olímpicos de la ciudad de Florida. - Los círculos en color azul señalan en el plano nacional a los equipos que no son originalmente locatarios en esa ciudad; en el plano montevideano, señala a los equipos a los que no les pertenece el estadio que están usufructuando como locatarios. |

## Clasificación

### Tablas de posiciones

#### Serie 1
|                                          | Pos. | Equipos           | PJ | PG | PE | PP | GF | GC | Dif. | Puntos |
| ---------------------------------------- | ---- | ----------------- | -- | -- | -- | -- | -- | -- | ---- | ------ |
|                                          | 1°   | Defensor Sporting | 7  | 5  | 2  | 0  | 15 | 7  | +8   | 17     |
|                                          | 2°   | Peñarol           | 7  | 5  | 1  | 1  | 17 | 7  | +10  | 16     |
|                                          | 3°   | Rampla Juniors    | 7  | 3  | 2  | 2  | 7  | 8  | -1   | 11     |
|                                          | 4°   | Boston River      | 7  | 3  | 1  | 3  | 9  | 9  | 0    | 10     |
|                                          | 5°   | Fénix             | 7  | 2  | 3  | 2  | 8  | 10 | -2   | 9      |
|                                          | 6°   | Plaza Colonia     | 7  | 1  | 3  | 3  | 4  | 9  | -5   | 6      |
|                                          | 7°   | Liverpool         | 7  | 1  | 2  | 4  | 7  | 10 | -3   | 5      |
|                                          | 8°   | El Tanque Sisley  | 7  | 0  | 2  | 5  | 6  | 13 | -7   | 2      |
| Última actualización: 8 de julio de 2017 |      |                   |    |    |    |    |    |    |      |        |

|  | Ganador de la Serie 1 y clasificado a la final del Torneo Intermedio. |

#### Serie 2
|                                          | Pos. | Equipos              | PJ | PG | PE | PP | GF | GC | Dif. | Puntos |
| ---------------------------------------- | ---- | -------------------- | -- | -- | -- | -- | -- | -- | ---- | ------ |
|                                          | 1°   | Nacional             | 7  | 6  | 1  | 0  | 16 | 5  | +11  | 19     |
|                                          | 2°   | Montevideo Wanderers | 7  | 5  | 2  | 0  | 9  | 3  | +6   | 17     |
|                                          | 3°   | Racing               | 7  | 4  | 1  | 2  | 8  | 6  | +2   | 13     |
|                                          | 4°   | Cerro                | 7  | 2  | 2  | 3  | 7  | 8  | -1   | 8      |
|                                          | 5°   | Juventud             | 7  | 1  | 3  | 3  | 5  | 8  | -3   | 6      |
|                                          | 6°   | Danubio              | 7  | 1  | 2  | 4  | 5  | 9  | -4   | 5      |
|                                          | 7°   | Sud América          | 7  | 1  | 2  | 4  | 6  | 11 | -5   | 5      |
|                                          | 8°   | River Plate          | 7  | 0  | 3  | 4  | 5  | 11 | -6   | 3      |
| Última actualización: 9 de julio de 2017 |      |                      |    |    |    |    |    |    |      |        |

|  | Ganador de la Serie 2 y clasificado a la final del Torneo Intermedio. |

### Fixture

#### Fecha 1
En la primera etapa, fueron televisados los partidos Defensor-El Tanque Sisley, Peñarol-Fénix y Nacional-River Plate.
Tanto Peñarol como Boston River quedaron como líderes de la Serie 1, ya que fueron los únicos que lograron una victoria. Mientras que en la Serie 2 lograron los tres puntos Racing, Nacional y Wanderers.
Debido a que Defensor Sporting empató su partido y Nacional ganó el suyo, los tricolores pasaron a liderar en la tabla anual con 38 unidades. 
| Serie | Local             | Resultado                                                                                             | Visitante        | Estadio             | Fecha      | Hora  |
| ----- | ----------------- | --- | ---------------- | ------------------- | ---------- | ----- |
| 1     | Liverpool         | 2:3 (enlace roto disponible en Internet Archive; véase el historial, la primera versión y la última). | Boston River     | Belvedere           | 27 de mayo | 15:30 |
| 1     | Plaza Colonia     | 0:0 (enlace roto disponible en Internet Archive; véase el historial, la primera versión y la última). | Rampla Juniors   | Alberto Suppici     | 27 de mayo | 15:30 |
| 1     | Defensor Sporting | 2:2 (enlace roto disponible en Internet Archive; véase el historial, la primera versión y la última). | El Tanque Sisley | Luis Franzini       | 27 de mayo | 15:30 |
| 1     | Peñarol           | 3:0 (enlace roto disponible en Internet Archive; véase el historial, la primera versión y la última). | Fénix            | Campeón del Siglo   | 27 de mayo | 19:00 |
| 2     | Juventud          | 0:1 (enlace roto disponible en Internet Archive; véase el historial, la primera versión y la última). | Wanderers        | Parque Artigas      | 28 de mayo | 15:30 |
| 2     | Cerro             | 0:2 (enlace roto disponible en Internet Archive; véase el historial, la primera versión y la última). | Racing           | Luis Tróccoli       | 28 de mayo | 15:30 |
| 2     | Sud América       | 1:1 (enlace roto disponible en Internet Archive; véase el historial, la primera versión y la última). | Danubio          | Parque Palermo      | 28 de mayo | 15:30 |
| 2     | Nacional          | 2:1 (enlace roto disponible en Internet Archive; véase el historial, la primera versión y la última). | River Plate      | Gran Parque Central | 28 de mayo | 19:00 |

#### Fecha 2
Para la segunda etapa, en un principio se fijaron para ser televisados los partidos entre Danubio-Nacional y Boston River-Peñarol, posteriormente se incluyó Rampla Juniors-Defensor Sporting.
En la Serie 1, los dos equipos que cosecharon 3 puntos en la primera fecha, se enfrentaron y empataron, por lo que al final de la jornada quedaron como líderes Peñarol, Defensor Sporting y Boston River, con 4 puntos.
En la Serie 2, los tres equipos que ganaron en la primera fecha volvieron a triunfar, por lo que mantuvieron la punta: Racing, Nacional y Wanderers.
| Serie | Local            | Resultado                                                                                             | Visitante         | Estadio                | Fecha      | Hora  |
| ----- | ---------------- | --- | ----------------- | ---------------------- | ---------- | ----- |
| 1     | Fénix            | 1:1 (enlace roto disponible en Internet Archive; véase el historial, la primera versión y la última). | Liverpool         | Parque Capurro         | 3 de junio | 15:00 |
| 2     | Racing           | 1:0 (enlace roto disponible en Internet Archive; véase el historial, la primera versión y la última). | Juventud          | Parque Roberto         | 3 de junio | 15:00 |
| 2     | Wanderers        | 1:0 (enlace roto disponible en Internet Archive; véase el historial, la primera versión y la última). | Cerro             | Parque Viera           | 3 de junio | 15:00 |
| 2     | Danubio          | 1:2 (enlace roto disponible en Internet Archive; véase el historial, la primera versión y la última). | Nacional          | Jardines del Hipódromo | 3 de junio | 15:00 |
| 1     | Rampla Juniors   | 1:2 (enlace roto disponible en Internet Archive; véase el historial, la primera versión y la última). | Defensor Sporting | Estadio Olímpico       | 4 de junio | 15:00 |
| 1     | El Tanque Sisley | 0:0 (enlace roto disponible en Internet Archive; véase el historial, la primera versión y la última). | Plaza Colonia     | Campeones Olímpicos    | 4 de junio | 15:00 |
| 2     | River Plate      | 0:2 (enlace roto disponible en Internet Archive; véase el historial, la primera versión y la última). | Sud América       | Parque Saroldi         | 4 de junio | 15:00 |
| 1     | Boston River     | 0:0 (enlace roto disponible en Internet Archive; véase el historial, la primera versión y la última). | Peñarol           | Centenario             | 5 de junio | 20:30 |

#### Fecha 3
En la tercera fecha, los juegos televisados fueron los partidos entre Peñarol-Rampla Juniors, Nacional-Wanderers y Defensor Sporting-Boston River.
Peñarol ganó su partido el sábado, por lo que con 7 puntos quedó puntero de la Serie 1, al otro día, los escoltas Defensor Sporting y Boston River se enfrentaron, la Viola se impuso y llegó a 7 puntos también.
Por la Serie 2, Nacional y Wanderers empataron su juego, mientras que Racing ganó, por lo que con 9 puntos en 3 partidos jugados, quedó como único líder.
En la tabla anual, Defensor Sporting superó a Nacional, llegó a 43 puntos, uno más que los tricolores.
| Serie | Local             | Resultado                                                                                             | Visitante        | Estadio             | Fecha       | Hora  |
| ----- | ----------------- | --- | ---------------- | ------------------- | ----------- | ----- |
| 1     | Liverpool         | 2:0 (enlace roto disponible en Internet Archive; véase el historial, la primera versión y la última). | El Tanque Sisley | Belvedere           | 10 de junio | 15:00 |
| 2     | Juventud          | 1:0 (enlace roto disponible en Internet Archive; véase el historial, la primera versión y la última). | River Plate      | Parque Artigas      | 10 de junio | 15:00 |
| 1     | Peñarol           | 4:1 (enlace roto disponible en Internet Archive; véase el historial, la primera versión y la última). | Rampla Juniors   | Campeón del Siglo   | 10 de junio | 18:00 |
| 1     | Defensor Sporting | 3:1 (enlace roto disponible en Internet Archive; véase el historial, la primera versión y la última). | Boston River     | Luis Franzini       | 11 de junio | 15:00 |
| 2     | Sud América       | 0:1 (enlace roto disponible en Internet Archive; véase el historial, la primera versión y la última). | Racing           | Parque Palermo      | 11 de junio | 15:00 |
| 2     | Cerro             | 3:0 (enlace roto disponible en Internet Archive; véase el historial, la primera versión y la última). | Danubio          | Parque Capurro      | 11 de junio | 15:00 |
| 1     | Plaza Colonia     | 1:2 (enlace roto disponible en Internet Archive; véase el historial, la primera versión y la última). | Fénix            | Alberto Suppici     | 11 de junio | 15:00 |
| 2     | Nacional          | 1:1 (enlace roto disponible en Internet Archive; véase el historial, la primera versión y la última). | Wanderers        | Gran Parque Central | 11 de junio | 18:00 |

#### Fecha 4
Para la cuarta fecha, fueron televisados los partidos entre Racing-Nacional y El Tanque Sisley-Peñarol.
En la Serie 1, debido a que Peñarol ganó su encuentro y Defensor empató el suyo, los carboneros quedaron como únicos punteros con 10 puntos. Mientras que en la Serie 2, dos de los tres líderes se enfrentaron, Racing-Nacional, los tricolores lograron la victoria, y junto con Wanderers llegaron a 10 puntos en lo más alto de la tabla.
En la tabla anual, Nacional volvió al primer lugar tras el empate de Defensor Sporting, quedó con 45 puntos, uno más que la Viola.
| Serie | Local            | Resultado                                                                                             | Visitante         | Estadio                | Fecha       | Hora  |
| ----- | ---------------- | --- | ----------------- | ---------------------- | ----------- | ----- |
| 2     | Juventud         | 2:2 (enlace roto disponible en Internet Archive; véase el historial, la primera versión y la última). | Sud América       | Parque Artigas         | 17 de junio | 15:00 |
| 1     | Fénix            | 1:1 (enlace roto disponible en Internet Archive; véase el historial, la primera versión y la última). | Defensor Sporting | Parque Capurro         | 17 de junio | 15:00 |
| 2     | River Plate      | 1:1 (enlace roto disponible en Internet Archive; véase el historial, la primera versión y la última). | Cerro             | Parque Saroldi         | 17 de junio | 15:00 |
| 2     | Racing           | 1:3 (enlace roto disponible en Internet Archive; véase el historial, la primera versión y la última). | Nacional          | Jardines del Hipódromo | 17 de junio | 15:00 |
| 2     | Danubio          | 0:1 (enlace roto disponible en Internet Archive; véase el historial, la primera versión y la última). | Wanderers         | Jardines del Hipódromo | 18 de junio | 15:00 |
| 1     | Rampla Juniors   | 1:0 (enlace roto disponible en Internet Archive; véase el historial, la primera versión y la última). | Boston River      | Estadio Olímpico       | 18 de junio | 15:00 |
| 1     | Liverpool        | 1:1 (enlace roto disponible en Internet Archive; véase el historial, la primera versión y la última). | Plaza Colonia     | Belvedere              | 18 de junio | 15:00 |
| 1     | El Tanque Sisley | 1:2 (enlace roto disponible en Internet Archive; véase el historial, la primera versión y la última). | Peñarol           | Centenario             | 18 de junio | 18:00 |

#### Fecha 5
Para la antepenúltima fecha, en principio se fijaron los partidos entre Peñarol-Plaza Colonia y Nacional-Juventud para ser televisados pero luego se agregó Defensor Sporting-Liverpool.
En la Serie 1, el líder Peñarol y su escolta Defensor ganaron sus partidos, por lo que mantuvieron la posición.
En la Serie 2, Nacional quedó como líder en solitario, con 13 puntos, debido al empate de Wanderers.
Respecto a la tabla anual, los tricolores mantuvieron la ventaja ante Defensor, con 48 puntos frente a 47.
| Serie | Local             | Resultado                                                                                             | Visitante        | Estadio                | Fecha       | Hora  |
| ----- | ----------------- | --- | ---------------- | ---------------------- | ----------- | ----- |
| 1     | Rampla Juniors    | 1:1 (enlace roto disponible en Internet Archive; véase el historial, la primera versión y la última). | Fénix            | Estadio Olímpico       | 24 de junio | 15:00 |
| 2     | Danubio           | 1:2 (enlace roto disponible en Internet Archive; véase el historial, la primera versión y la última). | Racing           | Jardines del Hipódromo | 24 de junio | 15:00 |
| 1     | Peñarol           | 4:1 (enlace roto disponible en Internet Archive; véase el historial, la primera versión y la última). | Plaza Colonia    | Campeón del Siglo      | 24 de junio | 18:00 |
| 2     | Wanderers         | 2:2 (enlace roto disponible en Internet Archive; véase el historial, la primera versión y la última). | River Plate      | Parque Viera           | 25 de junio | 15:00 |
| 1     | Defensor Sporting | 2:0 (enlace roto disponible en Internet Archive; véase el historial, la primera versión y la última). | Liverpool        | Luis Franzini          | 25 de junio | 15:00 |
| 2     | Cerro             | 2:1 (enlace roto disponible en Internet Archive; véase el historial, la primera versión y la última). | Sud América      | Parque Capurro         | 25 de junio | 15:00 |
| 1     | Boston River      | 3:1 (enlace roto disponible en Internet Archive; véase el historial, la primera versión y la última). | El Tanque Sisley | Nasazzi                | 25 de junio | 15:00 |
| 2     | Nacional          | 3:1 (enlace roto disponible en Internet Archive; véase el historial, la primera versión y la última). | Juventud         | Gran Parque Central    | 25 de junio | 18:00 |

#### Fecha 6
Los partidos que se televisaron en la penúltima fecha fueron entre Racing-Wanderers, Sud América-Nacional y Liverpool-Peñarol.
En ambas series sus respectivos líderes ganaron, pero debido a que los escoltas también triunfaron, los finalistas se decidieron en la última fecha.
| Serie | Local            | Resultado                                                                                             | Visitante         | Estadio             | Fecha      | Hora  |
| ----- | ---------------- | --- | ----------------- | ------------------- | ---------- | ----- |
| 2     | River Plate      | 0:2 (enlace roto disponible en Internet Archive; véase el historial, la primera versión y la última). | Danubio           | Parque Saroldi      | 1 de julio | 15:00 |
| 2     | Juventud         | 1:1 (enlace roto disponible en Internet Archive; véase el historial, la primera versión y la última). | Cerro             | Parque Artigas      | 1 de julio | 15:00 |
| 2     | Racing           | 0:1 (enlace roto disponible en Internet Archive; véase el historial, la primera versión y la última). | Wanderers         | Parque Roberto      | 1 de julio | 15:00 |
| 2     | Sud América      | 0:3 (enlace roto disponible en Internet Archive; véase el historial, la primera versión y la última). | Nacional          | Centenario          | 1 de julio | 18:00 |
| 1     | Plaza Colonia    | 0:2 (enlace roto disponible en Internet Archive; véase el historial, la primera versión y la última). | Defensor Sporting | Alberto Suppici     | 2 de julio | 15:00 |
| 1     | El Tanque Sisley | 1:2 (enlace roto disponible en Internet Archive; véase el historial, la primera versión y la última). | Rampla Juniors    | Campeones Olímpicos | 2 de julio | 15:00 |
| 1     | Fénix            | 1:2 (enlace roto disponible en Internet Archive; véase el historial, la primera versión y la última). | Boston River      | Parque Capurro      | 2 de julio | 15:00 |
| 1     | Liverpool        | 1:2 (enlace roto disponible en Internet Archive; véase el historial, la primera versión y la última). | Peñarol           | Belvedere           | 2 de julio | 15:00 |

#### Fecha 7
En la última fecha fueron televisados los partidos entre Peñarol-Defensor Sporting y Cerro-Nacional.
Peñarol estuvo en primer lugar de la Serie 1 las primeras 6 fechas, pero fue derrotado por Defensor Sporting 3 a 2, de atrás, y con 9 jugadores. Los violetas se quedaron con la Serie con 17 puntos, uno más que los carboneros.
Si bien Wanderers ganó su partido en la Serie 2, Nacional derrotó a Cerro 2 a 0, por lo que los tricolores quedaron con la Serie 2, con 19 puntos contra los 17 de los bohemios.
En la tabla anual, Nacional mantuvo el primer lugar, finalizó los dos primeros torneos con un total de 54 puntos, uno más que Defensor Sporting y 10 más que el tercero, Peñarol.
| Serie | Local          | Resultado                                                                                             | Visitante             | Estadio                | Fecha      | Hora  |
| ----- | -------------- | --- | --------------------- | ---------------------- | ---------- | ----- |
| 1     | Boston River   | 0:1 (enlace roto disponible en Internet Archive; véase el historial, la primera versión y la última). | Plaza Colonia         | Nasazzi                | 7 de julio | 15:00 |
| 1     | Fénix          | 2:1 (enlace roto disponible en Internet Archive; véase el historial, la primera versión y la última). | El Tanque Sisley      | Parque Capurro         | 8 de julio | 15:00 |
| 1     | Rampla Juniors | 1:0 (enlace roto disponible en Internet Archive; véase el historial, la primera versión y la última). | Liverpool             | Olímpico               | 8 de julio | 15:00 |
| 1     | Peñarol        | 2:3 (enlace roto disponible en Internet Archive; véase el historial, la primera versión y la última). | (G) Defensor Sporting | Campeón del Siglo      | 8 de julio | 16:00 |
| 2     | Racing         | 1:1 (enlace roto disponible en Internet Archive; véase el historial, la primera versión y la última). | River Plate           | Parque Roberto         | 9 de julio | 15:00 |
| 2     | Danubio        | 0:0 (enlace roto disponible en Internet Archive; véase el historial, la primera versión y la última). | Juventud              | Jardines del Hipódromo | 9 de julio | 15:00 |
| 2     | Wanderers      | 2:0 (enlace roto disponible en Internet Archive; véase el historial, la primera versión y la última). | Sud América           | Parque Viera           | 9 de julio | 15:00 |
| 2     | Cerro          | 0:2 (enlace roto disponible en Internet Archive; véase el historial, la primera versión y la última). | (G) Nacional          | Luis Tróccoli          | 9 de julio | 15:00 |

#### Final
La final se decidió en la última fecha de ambos grupos, quedaron emparejados Defensor Sporting y Nacional. El partido se disputó el domingo 16 de julio de 2017, a las 16:00 en el estadio Centenario. Fue sorteado el locatario de la final y resultó ganador Defensor Sporting, a efectos administrativos.
Nacional ganó el Torneo Intermedio en su primera edición con un gol de Rodrigo Aguirre a los 68 minutos de partido.
| 16 de julio de 2017, 16:00 | Defensor Sporting | 0:1 (0:0) | Nacional    | Estadio Centenario, Montevideo |                             |
|                            |                   |           | Aguirre 68' | Árbitro(s): Leodán González    | Árbitro(s): Leodán González |

|                              |
|                              |
| Campeón Nacional 1.er título |

## Goleadores
| Jugador                            | Equipo            | Goles |
| ---------------------------------- | ----------------- | ----- |
| Rodrigo Aguirre                    | Nacional          | 6     |
| Fabián Estoyanoff                  | Peñarol           | 5     |
| Gonzalo Carneiro                   | Defensor Sporting | 5     |
| Actualizado al 9 de julio de 2017. |                   |       |

## Asistentes
| Jugador                            | Equipo   | Asistencias |
| ---------------------------------- | -------- | ----------- |
| Tabaré Viudez                      | Nacional | 4           |
| Actualizado al 9 de julio de 2017. |          |             |